# Tour de France 2020/18. Etappe
Die 18. Etappe der Tour de France 2020 fand am 17. September 2020 statt. Die 175 Kilometer lange Bergetappe startete in Méribel, dem Zielort des Vortages, und endete in La Roche-sur-Foron. Auf dieser Etappe absolvierten die Fahrer mit insgesamt 5166 Höhenmetern die meisten der Rundfahrt.
Die ersten beiden Plätze der Etappe belegten zeitgleich die Ineos-Grenadiers-Fahrer Michał Kwiatkowski und Richard Carapaz mit einem Vorsprung von 1:51 Minuten auf Wout van Aert (Jumbo-Visma), der die Gruppe der Favoriten mit dem Träger des Gelben Trikot, seinem Teamkollegen Primož Roglič, in Ziel führte. Kwiatkowski und Carapaz waren Teil einer 32-köpfigen Spitzengruppe, die sich zu Etappenbeginn bildete und aus der heraus der Träger des Grünen Trikots Sam Bennett (Deceuninck-Quick-Step) nach 14 Kilometern den Zwischensprint in Aime und Marc Hirschi (Sunweb) die erste Bergwertung der 3. Kategorie nach 46 Kilometern vor Carapaz gewann. Danach setzten sich neben Hirschi und Carapaz, Kwiatkowski, Pello Bilbao (Bahrain-McLaren) und Nicolas Edet (Cofidis) ab. Hirschi gewann auch die beiden folgenden Bergwertungen, stürzte aber in der Abfahrt vom Col des Saises (Kategorie 2 nach 91,0 km). Edet verlor den Anschluss im Anstieg zum Col des Aravis (1. Kategorie, nach 117,5) und Bilbao an der Montèe du plateau des Glières (hors categorie nach 143,5 km). Carapaz übernahm des Gepunktete Trikot und Kwiatkowski gewann Arm in Arm mit ihm die Etappe. Hirschi wurde mit der Roten Rückennummer ausgezeichnet.

## Zeitbonifikationen
| Zeitbonus am Montée du plateau des Glières bei Kilometer 143,5 auf 1390 m Höhe | Zeitbonus am Montée du plateau des Glières bei Kilometer 143,5 auf 1390 m Höhe |
| Fahrer                                                                         | Zeitbonus                                                                      |
| ------------------------------------------------------------------------------ | ------------------------------------------------------------------------------ |
| 1. Richard Carapaz (INS)                                                       | 8 Sekunden                                                                     |
| 2. Michał Kwiatkowski (INS)                                                    | 5 Sekunden                                                                     |
| 3. Pello Bilbao (TBM)                                                          | 2 Sekunden                                                                     |

| Zeitbonus am Etappenziel in La Roche-sur-Foron bei Kilometer 175 auf 543 m Höhe | Zeitbonus am Etappenziel in La Roche-sur-Foron bei Kilometer 175 auf 543 m Höhe |
| Fahrer                                                                          | Zeitbonus                                                                       |
| ------------------------------------------------------------------------------- | ------------------------------------------------------------------------------- |
| 1. Michał Kwiatkowski (INS)                                                     | 10 Sekunden                                                                     |
| 2. Richard Carapaz (INS)                                                        | 6 Sekunden                                                                      |
| 3. Wout van Aert (TJV)                                                          | 4 Sekunden                                                                      |

## Punktewertung
| Zwischensprint in Aime nach 14 km auf 676 m |                    |                          |         |
| 1.                                          | Irland             | Sam Bennett (DQT)        | 20 Pkt. |
| 2.                                          | Italien            | Matteo Trentin (CCC)     | 17 Pkt. |
| 3.                                          | Slowakei           | Peter Sagan (BOH)        | 15 Pkt. |
| 4.                                          | Niederlande        | Dylan van Baarle (INS)   | 13 Pkt. |
| 5.                                          | Luxemburg          | Bob Jungels (DQT)        | 11 Pkt. |
| 6.                                          | Belgien            | Thomas De Gendt (LTS)    | 10 Pkt. |
| 7.                                          | Polen              | Michał Kwiatkowski (INS) | 9 Pkt.  |
| 8.                                          | Belgien            | Jasper De Buyst (LTS)    | 8 Pkt.  |
| 9.                                          | Deutschland        | Simon Geschke (CCC)      | 7 Pkt.  |
| 10.                                         | Lettland           | Krists Neilands (ISN)    | 6 Pkt.  |
| 11.                                         | Italien            | Dario Cataldo (MOV)      | 5 Pkt.  |
| 12.                                         | Portugal           | Nélson Oliveira (MOV)    | 4 Pkt.  |
| 13.                                         | Vereinigte Staaten | Tejay van Garderen (EF1) | 3 Pkt.  |
| 14.                                         | Spanien            | Pello Bilbao (TBM)       | 2 Pkt.  |
| 15.                                         | Italien            | Alberto Bettiol (EF1)    | 1 Pkt.  |

| Etappenziel in La Roche-sur-Foron nach 175 km auf 543 m |                    |                          |         |
| 1.                                                      | Polen              | Michał Kwiatkowski (INS) | 20 Pkt. |
| 2.                                                      | Ecuador            | Richard Carapaz (INS)    | 17 Pkt. |
| 3.                                                      | Belgien            | Wout van Aert (TJV)      | 15 Pkt. |
| 4.                                                      | Slowenien          | Primož Roglič (TJV)      | 13 Pkt. |
| 5.                                                      | Slowenien          | Tadej Pogačar (UAD)      | 11 Pkt. |
| 6.                                                      | Australien         | Richie Porte (TES)       | 10 Pkt. |
| 7.                                                      | Spanien            | Enric Mas (MOV)          | 9 Pkt.  |
| 8.                                                      | Spanien            | Mikel Landa (TBM)        | 8 Pkt.  |
| 9.                                                      | Italien            | Damiano Caruso (TBM)     | 7 Pkt.  |
| 10.                                                     | Niederlande        | Tom Dumoulin (TJV)       | 6 Pkt.  |
| 11.                                                     | Vereinigte Staaten | Sepp Kuss (TJV)          | 5 Pkt.  |
| 12.                                                     | Kolumbien          | Miguel Ángel López (AST) | 4 Pkt.  |
| 13.                                                     | Schweiz            | Marc Hirschi (SUN)       | 3 Pkt.  |
| 14.                                                     | Spanien            | Pello Bilbao (TBM)       | 2 Pkt.  |
| 15.                                                     | Deutschland        | Simon Geschke (CCC)      | 1 Pkt.  |

## Bergwertungen
| Cormet de Roselend Kategorie 1 nach 46,0 km auf 1968 m 18,6 km bei 6,1 % |             |                          |         |
| 1.                                                                       | Schweiz     | Marc Hirschi (SUN)       | 10 Pkt. |
| 2.                                                                       | Ecuador     | Richard Carapaz (INS)    | 8 Pkt.  |
| 3.                                                                       | Belgien     | Thomas De Gendt (LTS)    | 6 Pkt.  |
| 4.                                                                       | Polen       | Michał Kwiatkowski (INS) | 4 Pkt.  |
| 5.                                                                       | Frankreich  | Nicolas Edet (COF)       | 2 Pkt.  |
| 6.                                                                       | Deutschland | Simon Geschke (CCC)      | 1 Pkt.  |

| Côte de la Route des Villes Kategorie 3 nach 67,5 km auf 1093 m 3,2 km bei 6,6 % |         |                       |        |
| 1.                                                                               | Schweiz | Marc Hirschi (SUN)    | 2 Pkt. |
| 2.                                                                               | Ecuador | Richard Carapaz (INS) | 1 Pkt. |

| Col des Saises Kategorie 2 nach 91,0 km auf 1650 m 14,6 km bei 6,4 % |         |                          |        |
| 1.                                                                   | Schweiz | Marc Hirschi (SUN)       | 5 Pkt. |
| 2.                                                                   | Ecuador | Richard Carapaz (INS)    | 3 Pkt. |
| 3.                                                                   | Spanien | Pello Bilbao (TBM)       | 2 Pkt. |
| 4.                                                                   | Polen   | Michał Kwiatkowski (INS) | 1 Pkt. |

| Col des Aravis Kategorie 1 nach 117,5 km auf 1487 m 6,7 km bei 7,0 % |            |                          |         |
| 1.                                                                   | Ecuador    | Richard Carapaz (INS)    | 10 Pkt. |
| 2.                                                                   | Spanien    | Pello Bilbao (TBM)       | 8 Pkt.  |
| 3.                                                                   | Polen      | Michał Kwiatkowski (INS) | 6 Pkt.  |
| 4.                                                                   | Schweiz    | Marc Hirschi (SUN)       | 4 Pkt.  |
| 5.                                                                   | Frankreich | Nicolas Edet (COF)       | 2 Pkt.  |
| 6.                                                                   | Belgien    | Thomas De Gendt (LTS)    | 1 Pkt.  |

| Montèe du plateau des Glières Kategorie HC nach 143,5 km auf 1390 m 6,0 km bei 11,2 % |           |                          |         |
| 1.                                                                                    | Ecuador   | Richard Carapaz (INS)    | 20 Pkt. |
| 2.                                                                                    | Polen     | Michał Kwiatkowski (INS) | 15 Pkt. |
| 3.                                                                                    | Spanien   | Pello Bilbao (TBM)       | 12 Pkt. |
| 4.                                                                                    | Schweiz   | Marc Hirschi (SUN)       | 10 Pkt. |
| 5.                                                                                    | Spanien   | Carlos Verona (MOV)      | 8 Pkt.  |
| 6.                                                                                    | Slowenien | Tadej Pogačar (UAD)      | 6 Pkt.  |
| 7.                                                                                    | Slowenien | Primož Roglič (TJV)      | 4 Pkt.  |
| 8.                                                                                    | Spanien   | Enric Mas (MOV)          | 2 Pkt.  |

## Ausgeschiedene Fahrer
- André Greipel (ISN): DNF